# Portachuelo
Portachuelo – miasto w Boliwii, położone w środkowej części departamentu Santa Cruz.

## Opis
Miejscowość została założona w 1776 roku. Przez miasto przebiega droga krajowa RN4. W odległości 77 km położona jest stolica departamentu i największe miasto Boliwii Santa Cruz.

## Demografia
.